# Khachaghbyur
Khachaghbyur (en arménien Խաչաղբյուր ; anciennement Chakhirlu puis Sovietakert) est une communauté rurale du marz de Gegharkunik, en Arménie. Elle compte 1 414 habitants en 2008.